# Babiana lineolata
Babiana lineolata är en irisväxtart som beskrevs av Friedrich Wilhelm Klatt. Babiana lineolata ingår i släktet Babiana och familjen irisväxter. Inga underarter finns listade i Catalogue of Life.